# 20e cérémonie des Lumières
 (décembre 2021).

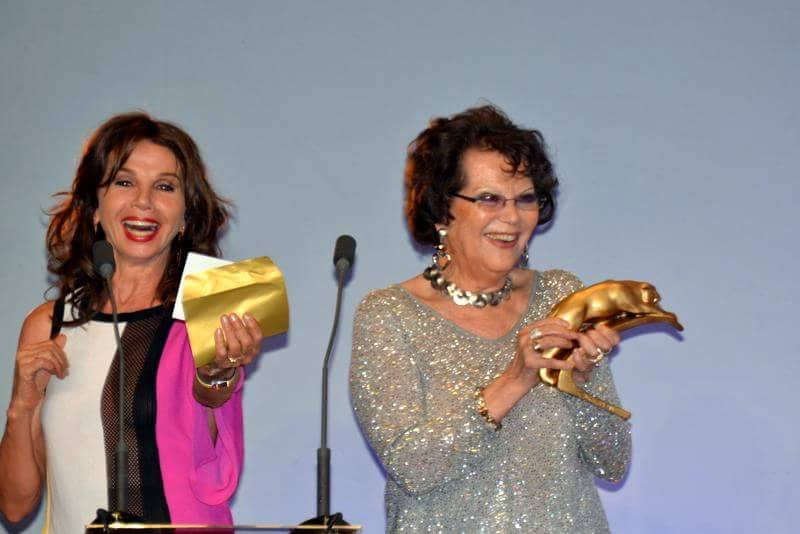
Victoria Abril et Claudia Cardinale au prix des lumières 2015.

La 20e cérémonie des Lumières de la presse internationale, organisée par l'Académie des Lumières, s'est déroulée le 2 février 2015 à l'Espace Pierre Cardin à Paris.

## Palmarès

### Meilleur film
- Timbuktu d'Abderrahmane Sissako

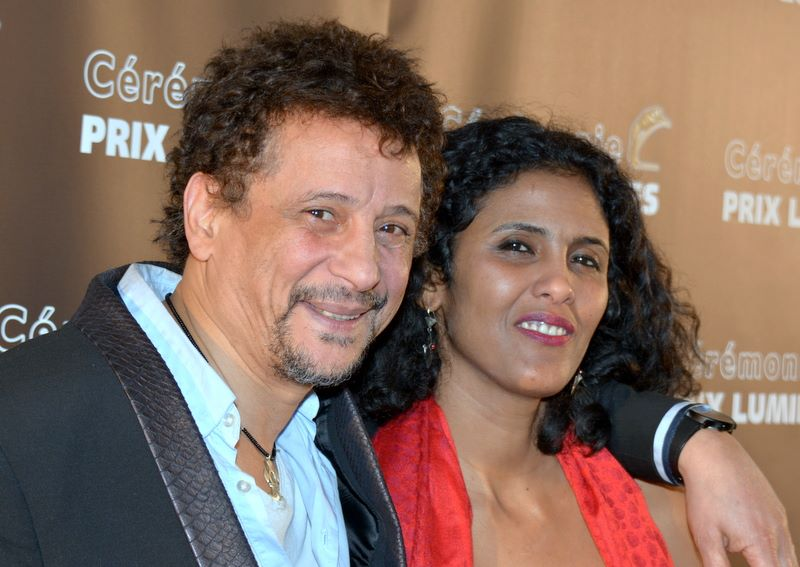
Deux des acteurs de Timbuktu, Abel Jafri et Toulou Kiki, durant la cérémonie.

  - Saint-Laurent de Bertrand Bonello
  - La Famille Bélier d'Éric Lartigau
  - Trois cœurs de Benoît Jacquot
  - Bande de filles de Céline Sciamma
  - Pas son genre de Lucas Belvaux

### Meilleur réalisateur
- Abderrahmane Sissako pour Timbuktu
  - Lucas Belvaux pour Pas son genre
  - Bertrand Bonello pour Saint-Laurent
  - Benoît Jacquot pour Trois cœurs
  - Cédric Kahn pour Vie sauvage
  - Céline Sciamma pour Bande de filles

### Meilleur acteur

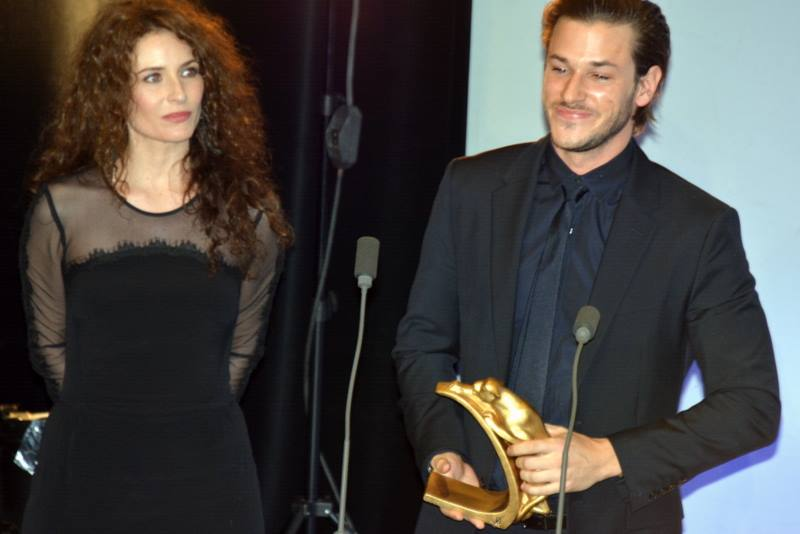
Gaspard Ulliel lors de la cérémonie, avec Elsa Lunghini.

- Gaspard Ulliel pour le rôle de Yves Saint Laurent dans Saint-Laurent
  - Guillaume Canet pour le rôle de Franck dans La prochaine fois je viserai le cœur et celui de Maurice Agnelet dans L'Homme qu'on aimait trop
  - Romain Duris pour le rôle de David / Virginia dans Une nouvelle amie
  - Mathieu Kassovitz pour le rôle de Philippe « Paco » Fournier dans Vie sauvage
  - Pierre Niney pour le rôle de Yves Saint Laurent dans Yves Saint Laurent
  - Benoît Poelvoorde pour le rôle de Marc dans Trois cœurs

### Meilleure actrice

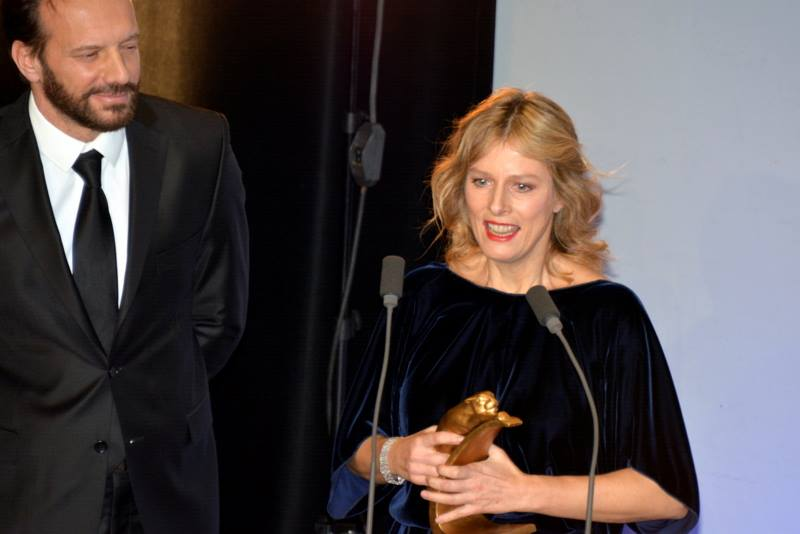
Karin Viard recevant son prix, en compagnie de Samuel Le Bihan.

- Karin Viard pour le rôle de Gigi Bélier dans La Famille Bélier et celui de Lulu dans Lulu, femme nue
  - Juliette Binoche pour le rôle de Maria Enders dans Sils Maria
  - Émilie Dequenne pour le rôle de Jennifer dans Pas son genre
  - Charlotte Gainsbourg pour le rôle de Sylvie dans Trois cœurs et celui d'Alice dans Samba
  - Adèle Haenel pour le rôle de Madeleine dans Les Combattants et celui d'Agnès Le Roux dans L'Homme qu'on aimait trop
  - Sandrine Kiberlain pour le rôle de Muriel Bayen dans Elle l'adore

### Révélation masculine
- Kévin Azaïs dans Les Combattants
  - Thomas Blumenthal dans La Crème de la crème
  - Bastien Bouillon dans Le Beau Monde
  - Jean-Baptiste Lafarge dans La Crème de la crème
  - Didier Michon dans Fièvres
  - Pierre Rochefort dans Un beau dimanche
  - Marc Zinga dans Qu'Allah bénisse la France

### Révélation féminine

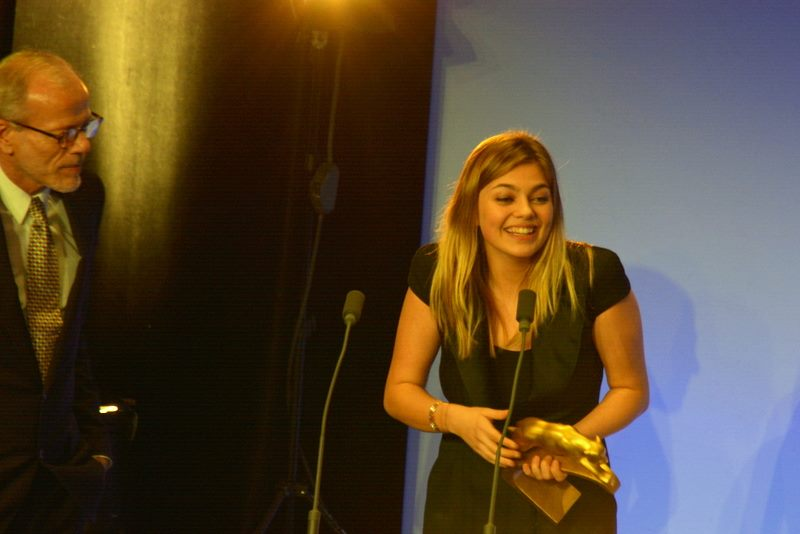
Louane Emera lors de la cérémonie, avec Pascal Greggory.

- Louane Emera dans La Famille Bélier
  - Joséphine Japy dans Respire
  - Alice Isaaz dans La Crème de la crème
  - Lou de Laâge dans Respire
  - Ariane Labed dans Fidelio, l'odyssée d'Alice
  - Karidja Touré dans Bande de filles
  - Ana Girardot dans Le Beau Monde et La prochaine fois je viserai le cœur

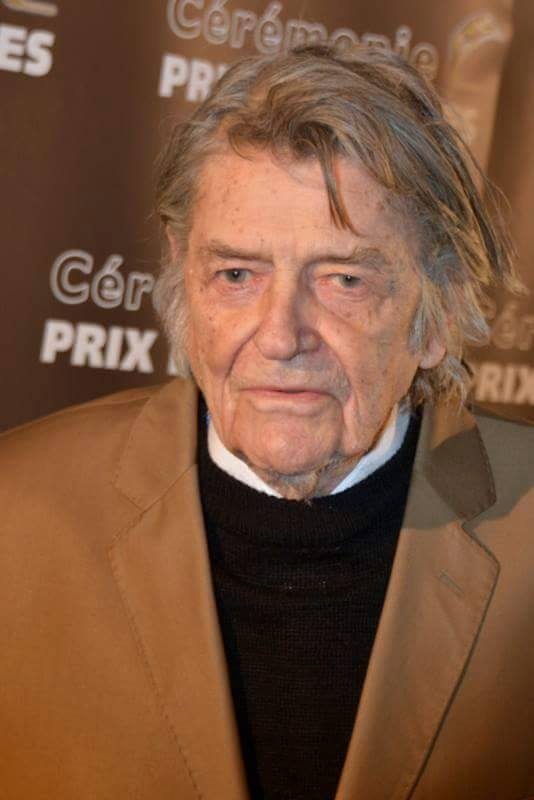
Jean-Pierre Mocky reçoit un prix Lumières d'honneur.

### Meilleur scénario
- Qu'est-ce qu'on a fait au Bon Dieu ? – Philippe de Chauveron et Guy Laurent
  - Hippocrate – Thomas Lilti, Julien Lilti, Baya Kasmi et Pierre Chosson
  - La French – Cédric Jimenez et Audrey Diwan
  - Elle l'adore – Jeanne Herry et Gaëlle Macé
  - Saint-Laurent – Bertrand Bonello et Thomas Bidegain
  - La Famille Bélier – Victoria Bedos et Stanislas Carré de Malberg

### Meilleur film francophone

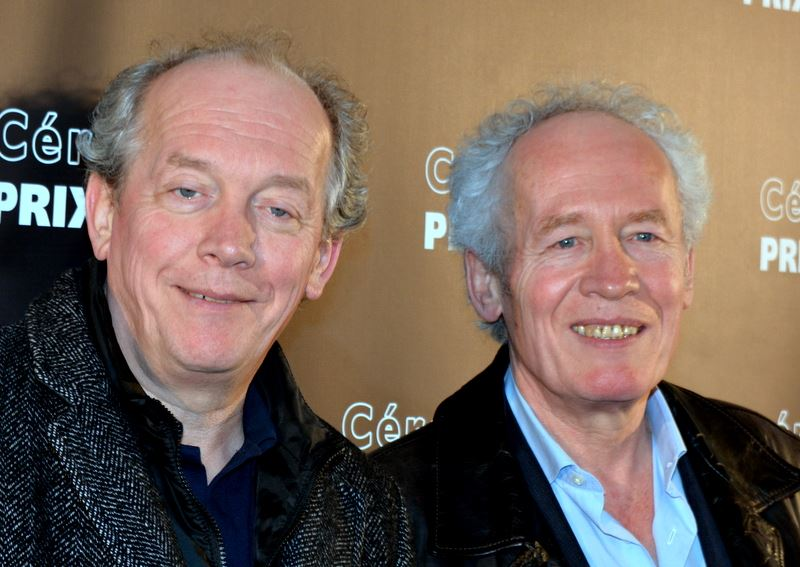
Les frères Dardenne lors de la cérémonie.

- Deux jours, une nuit  de Jean-Pierre et Luc Dardenne
  - C'est eux les chiens... de Hicham Lasri

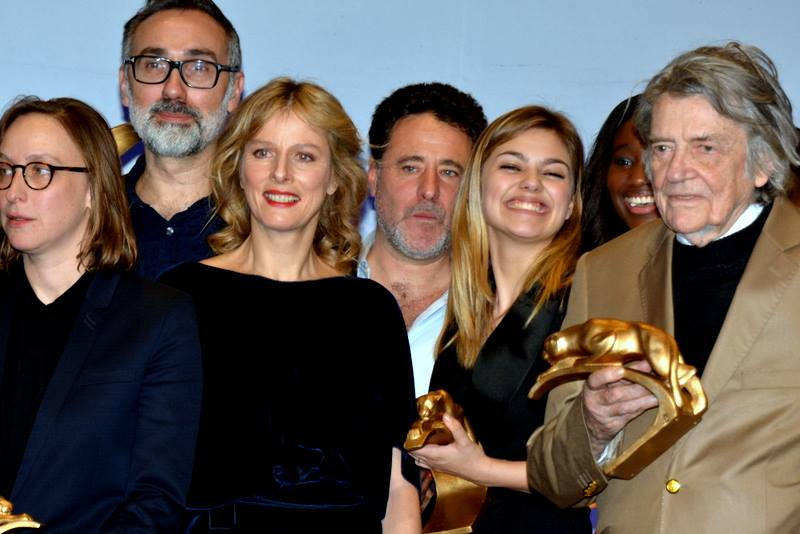
Une partie des lauréats lors de la remise des prix.

  - Fièvres de Hicham Ayouch
  - L'Oranais de Lyes Salem
  - Mommy de Xavier Dolan
  - Run de Philippe Lacôte

### Meilleur premier film
- Les Combattants de Thomas Cailley
  - Party Girl de Marie Amachoukeli, Claire Burger et Samuel Theis
  - Elle l'adore de Jeanne Herry
  - Chante ton bac d'abord de David André
  - Qu'Allah bénisse la France d'Abd al Malik
  - Tristesse Club de Vincent Mariette

### Meilleure image
- Rémy Chevrin pour À la vie
  - Yves Cape pour Vie Sauvage
  - Josée Deshaies pour Saint Laurent
  - Sofian El Fani pour Timbuktu
  - Darius Khondji pour Magic in the Moonlight
  - Arnaud Potier pour Respire

### Prix spécial de l'Académie des prix Lumières
- Bande de filles de Céline Sciamma

### Prix Lumières d'honneur
- Jean-Pierre Mocky